# Commissione Affari costituzionali - organizzazione dello Stato - regioni - disciplina generale del rapporto di pubblico impiego della Camera dei deputati
La Commissione permanente I Affari costituzionali - organizzazione dello Stato - regioni - disciplina generale del rapporto di pubblico impiego della Camera dei deputati è stato un organo della Camera dei deputati della Repubblica italiana, istituito a partire dalla III legislatura della Repubblica Italiana dividendo le competenze della precedente Commissione Affari interni - ordinamento politico ed amministrativo - affari di culto - spettacoli - attività sportive - stampa con la Commissione Affari della Presidenza del Consiglio - affari interni e di culto - enti pubblici. È stata poi riunita con essa a partire dalla X legislatura della Repubblica Italiana per costituire l'attuale Commissione Affari costituzionali, della Presidenza del consiglio e interni.

## Composizione
La Commissione è composta da circa 45 deputati (di cui 2 segretari, 2 vicepresidenti di cui 1 componente esterno, e un presidente) scelti in modo omogeneo tra i componenti di quel ramo del Parlamento, in modo da rispecchiarne le forze politiche presenti. Essi sono scelti dai gruppi parlamentari (e non dal Presidente, come invece accade per l'organismo della Giunta parlamentare): per la nomina dei membri ciascun Gruppo, entro cinque giorni dalla propria costituzione, procede, dandone comunicazione alla Presidenza della Camera, alla designazione dei propri rappresentanti nelle singole Commissioni permanenti.
Ogni deputato chiamato a far parte del governo o eletto presidente della Commissione è, per la durata della carica, sostituito dal suo gruppo nella Commissione con un altro deputato, che continuerà ad appartenere anche alla Commissione di provenienza. Tranne in rari casi nessun deputato può essere assegnato a più di una Commissione permanente. Le Commissioni permanenti sono rinnovate dopo il primo biennio della legislatura ed i loro componenti possono essere confermati, ma i gruppi parlamentari possono cambiare i propri membri autonomamente in qualsiasi momento, sostituendoli, aggiungendoli o rimuovendoli, modificando di conseguenza anche il numero totale dei componenti della Commissione.

## Presidenti
| N° | Presidente | Presidente | Presidente                             | Gruppo parlamentare | Mandato         | Mandato         | Legislatura |
| N° | Presidente | Presidente | Presidente                             | Gruppo parlamentare | Inizio          | Fine            | Legislatura |
| --- | ---------- | ---------- | -------------------------------------- | --- | --------------- | --------------- | ----------- |
| I Affari costituzionali - organizzazione dello stato - regioni - disciplina generale del rapporto di pubblico impiego |            |            |                                        | |                 |                 |             |
| 1 |            |            | Mario Scelba (1901–1991)               | Democratico cristiano | 30 luglio 1958  | 14 aprile 1959  | III (1958)  |
| 2 |            |            | Roberto Lucifredi (1909–1981)          | Democratico cristiano | 15 aprile 1959  | 15 maggio 1963  | III (1958)  |
| 3 |            |            | Alfonso Tesauro (1900–1976)            | Democratico cristiano | 12 luglio 1963  | 20 gennaio 1965 | IV (1963)   |
| 4 |            |            | Renato Ballardini (1927–)              | Partito Socialista Italiano (1965-1966) Partito Socialista Italiano - Partito Socialista Democratico Italiano Unificati (1966-1968) | 21 gennaio 1965 | 4 giugno 1968   | IV (1963)   |
| I Affari costituzionali, organizzazione dello stato, regioni, disciplina generale del rapporto di pubblico impiego    |            |            |                                        | |                 |                 |             |
| 5 |            |            | Brunetto Bucciarelli-Ducci (1914–1994) | Democrazia Cristiana | 11 luglio 1968  | 24 maggio 1972  | V (1968)    |
| 6 |            |            | Roland Riz (1927–)                     | Misto | 11 luglio 1972  | 4 luglio 1976   | VI (1972)   |
| 7 |            |            | Nilde Iotti (1920–1999)                | Partito Comunista Italiano | 27 luglio 1976  | 19 giugno 1979  | VII (1976)  |
| I Affari costituzionali - organizzazione dello Stato - regioni - disciplina generale del rapporto di pubblico impiego |            |            |                                        | |                 |                 |             |
| - |            |            | Roland Riz (1927–)                     | Misto-S.V.P. | 11 luglio 1979  | 11 luglio 1983  | VIII (1979) |
| 8 |            |            | Silvano Labriola (1935–2005)           | Partito Socialista Italiano | 10 agosto 1983  | 1º luglio 1987  | IX (1983)   |